# Susanne Schötz

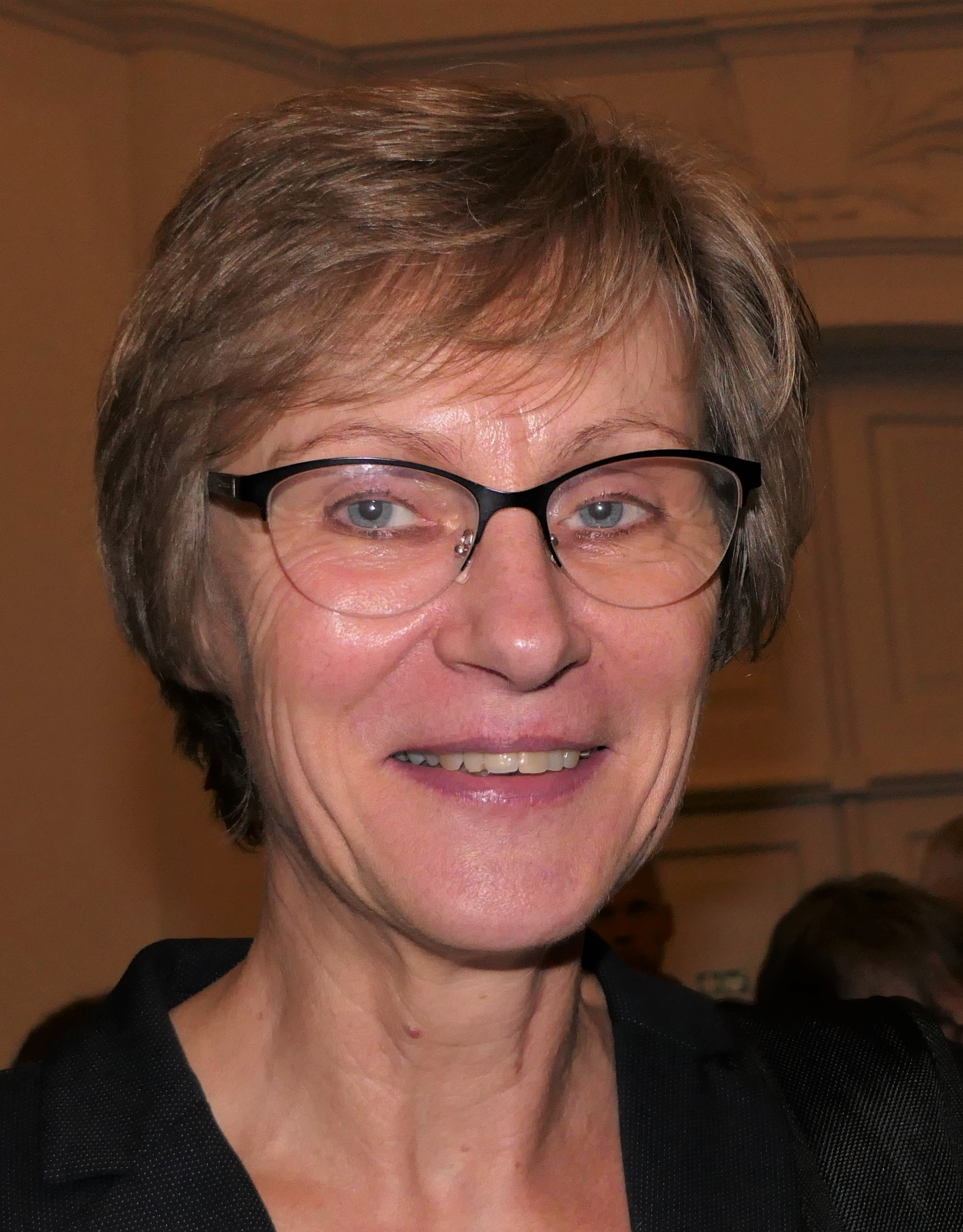
Susanne Schötz (2019)

Susanne Schötz (* 7. Januar 1958 in Altdöbern) ist eine deutsche Wirtschafts- und Sozialhistorikerin.

## Leben

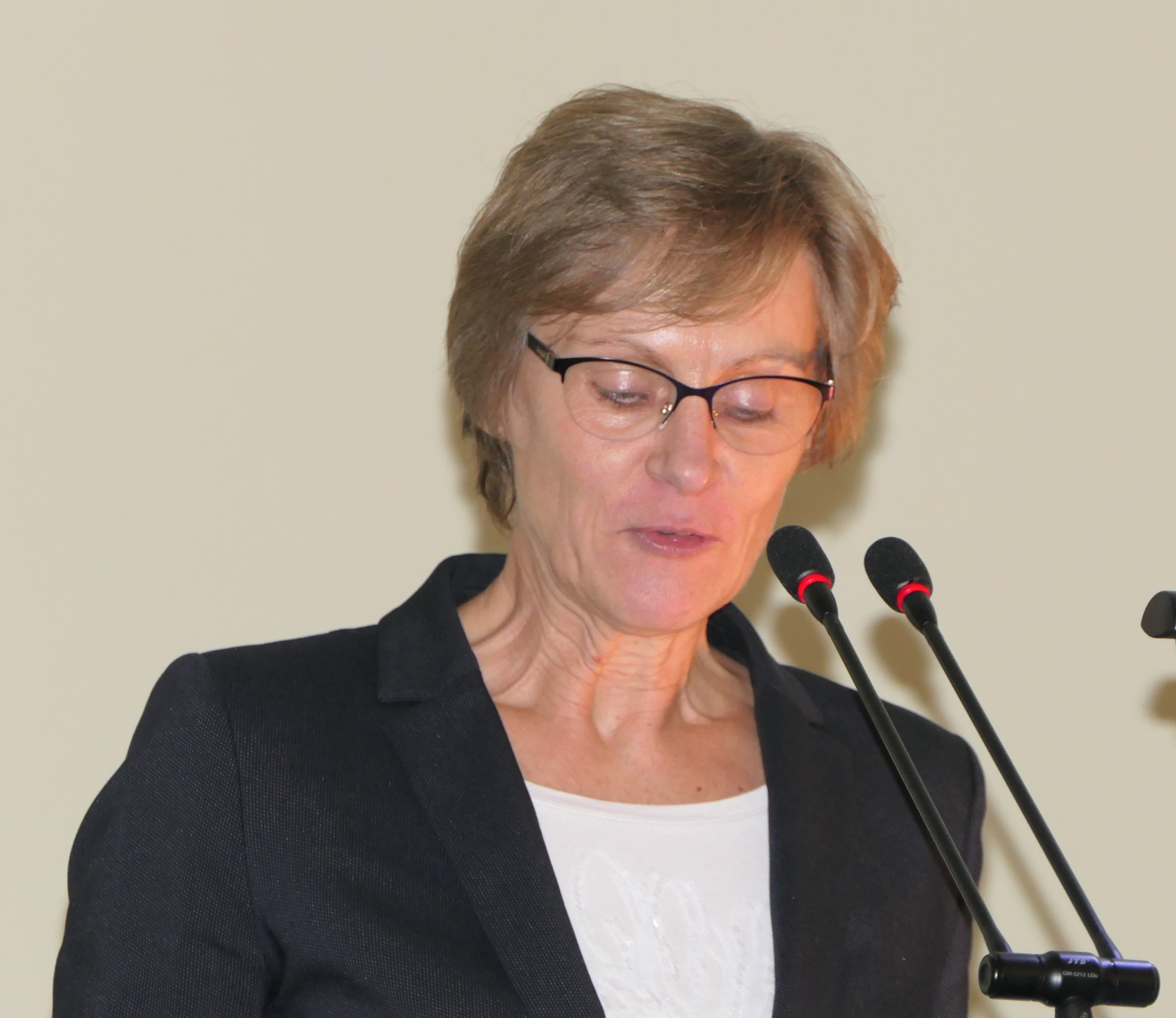
Susanne Schötz bei der Festrede anlässlich der Verleihung des 12. Sächsischen Landespreises für Heimatforschung

Susanne Schötz studierte von 1976 bis 1980 an der Karl-Marx-Universität Leipzig (heutige Universität Leipzig) Geschichte und Deutsch. Danach folgte ein Forschungsstudium bei Hartmut Zwahr sowie im Jahr 1985 die Promotion über das Thema Städtische Mittelschichten in Leipzig während der bürgerlichen Umwälzung (1830–1870), untersucht auf der Grundlage biographischer Massenquellen. Schötz blieb bis 1998 als wissenschaftliche Assistentin an der Universität Leipzig. In den darauffolgenden Jahren wirkte sie an unterschiedlichen geschichtswissenschaftlichen Einrichtungen: An der Technischen Universität Chemnitz, der Friedrich-Schiller-Universität Jena, wiederum an der Universität Leipzig sowie am Stadtgeschichtlichen Museum Leipzig. Im Jahr 2004 erfolgte schließlich ihre Habilitation an der Universität Bielefeld (Thema: Handelsfrauen in Leipzig. Zur Geschichte von Arbeit und Geschlecht in der Neuzeit).
Seit 2005 hat Schötz (bis Mitte 2006 als Vertretung) die Professur für Wirtschafts- und Sozialgeschichte der Technischen Universität Dresden inne.
Schötz ist verheiratet und hat zwei Töchter.

## Mitgliedschaften und sonstige Funktionen (Auswahl)
- 2010–2012 Studiendekanin der Philosophischen Fakultät der Technischen Universität Dresden
- seit 2011 Regionalkoordinatorin Ost im Arbeitskreis für Historische Frauen- und Geschlechterforschung der Bundesrepublik Deutschland (AKHFG e. V.)[1]
- Mitglied der Sächsischen Akademie der Wissenschaften (Historische Kommission)

## Publikationen (Auswahl)

### Bücher
- Städtische Mittelschichten in Leipzig während der bürgerlichen Umwälzung (1830–1870) untersucht auf der Grundlage biographischer Massenquellen. Dissertation. Universität Leipzig 1985.
- Handelsfrauen in Leipzig. Zur Geschichte von Arbeit und Geschlecht in der Neuzeit. Böhlau, Weimar/ Köln/ Wien 2004, ISBN 3-412-17603-6 (zugleich: Habilitationsschrift, Universität Bielefeld 2004).

### Herausgegebene Bücher
- Frauenalltag in Leipzig. Weibliche Lebenszusammenhänge im 19. und 20. Jahrhundert (= Geschichte und Politik in Sachsen. Band 4). Böhlau, Köln/ Weimar/ Wien 1997, ISBN 3-412-04796-1.
- Sozialgeschichte und Landesgeschichte. Hartmut Zwahr zum 60. Geburtstag. Kleine Festschrift. Sax-Verlag, Beucha 1998, ISBN 3-930076-62-4.
- mit Johanna Ludwig, Ilse Nagelschmidt (Hrsg.): Frauen in der bürgerlichen Revolution von 1848/49. Bundesministerium für Familie, Senioren, Frauen und Jugend, Bonn 1999.
- mit Manfred Hettling, Uwe Schirmer (Hrsg.): Figuren und Strukturen. Historische Essays für Hartmut Zwahr zum 65. Geburtstag. Saur, München 2002, ISBN 3-598-11585-7.
- mit Johanna Ludwig, Hannelore Rothenburg (Hrsg.): George Sand und Louise Otto-Peters. Wegbereiterinnen der Frauenemanzipation. Reden und Vorträge zur Tagung am 23./24. April 2004 anlässlich des 200. Geburtstages von George Sand (= Leipziger Studien zur Frauen- und Geschlechterforschung. Reihe C, Band 4; = Louiseum. Band 21). Leipziger Universitätsverlag, Leipzig 2005, ISBN 3-86583-032-3.
- mit Johanna Ludwig, Gerlinde Kämmerer (Hrsg.): Frauen erinnern und ermutigen. Berichte vom 13. Louise-Otto-Peters-Tag 2005 (= Louiseum. Band 24). Louise-Otto-Peters-Gesellschaft, Leipzig 2006.
- mit Johanna Ludwig, Gerlinde Kämmerer (Hrsg.): Frauen erfahren – Frauen bewahren. Berichte vom 15. Louise-Otto-Peters-Tag 2007 (= Louiseum. Band 27). Louise-Otto-Peters-Gesellschaft, Leipzig 2008.
- mit Johanna Ludwig, Gerlinde Kämmerer (Hrsg.): Politikverbot – Politikzugang – Politikverdruss? Frauen und Politik im 19. und 20. Jahrhundert. Berichte vom 16. Louise-Otto-Peters-Tag 2008 (= Louiseum. Band 28). Louise-Otto-Peters-Gesellschaft, Leipzig 2009.
- mit Johanna Ludwig, Gerlinde Kämmerer (Hrsg.): Louise Ottos Frauen-Zeitung im Kontext von Frauenpresse und Frauenbewegung. Berichte vom 17. Louise-Otto-Peters-Tag 2009 (= Louiseum. Band 30). Louise-Otto-Peters-Gesellschaft, Leipzig 2010.
- mit Johanna Ludwig, Gerlinde Kämmerer (Hrsg.): Weibliche Lebensentwürfe im Werk von Louise Otto-Peters. Berichte vom 18. Louise-Otto-Peters-Tag 2010 (= Louiseum. Band 31). Louise-Otto-Peters-Gesellschaft, Leipzig 2011.
- mit Martina Schattkowsky (Hrsg.): Louise Otto-Peters und die Revolution von 1848/49. Erinnerungen an die Zukunft (= Dresdner Beiträge zur Geschlechterforschung in Geschichte, Kultur und Literatur. Band 3). Leipziger Universitätsverlag, Leipzig 2012, ISBN 978-3-86583-619-9.
- Leipzigs Wirtschaft in Vergangenheit und Gegenwart. Akteure, Handlungsspielräume, Wirkungen (1400–2011) (= Quellen und Forschungen zur Geschichte der Stadt Leipzig. Band 3). Leipziger Universitätsverlag, Leipzig 2012, ISBN 978-3-86583-637-3.
- mit Johanna Ludwig, Gerlinde Kämmerer (Hrsg.): Henriette Goldschmidt und die Hochschule für Frauen zu Leipzig. Berichte vom 19. Louise-Otto-Peters-Tag 2011 (= Louiseum. Band 32). Louise-Otto-Peters-Gesellschaft, Leipzig 2012.
- mit Johanna Ludwig, Gerlinde Kämmerer (Hrsg.): Kunst und KünstlerInnen im Umfeld von Louise Otto-Peters. Berichte vom 20. Louise-Otto-Peters-Tag 2012 (= Louiseum. Band 33). Louise-Otto-Peters-Gesellschaft, Leipzig 2013.
- mit Gerlinde Kämmerer: Zum Stand der biografischen Forschungen in der Frauenbewegung. Berichte vom 21. Louise-Otto-Peters-Tag 2013 (= Louiseum. Band 34). Louise-Otto-Peters-Gesellschaft, Leipzig 2014.
- „Das Vaterland braucht Eure Kraft …“ Zur Geschichte weiblicher Erwerbsarbeit in Dresden im 20. Jahrhundert (= Dresdner Beiträge zur Geschlechterforschung in Geschichte, Kultur und Literatur. Band 7). Leipziger Universitätsverlag, [Leipzig] 2015, ISBN 978-3-86583-909-1.
- Werner Rellecke, Alexandra-Kathrin, Stanislaw-Kemenah (Hrsg.): Frauen in Sachsen. Politische Partizipation in Geschichte und Gegenwart. Sächsische Landeszentrale für politische Bildung, Dresden 2022 (Als PDF-Download via www.slpb.de).

### Aufsätze
- Zur Aufstiegsmobilität von Leipziger Arbeitern in ausgewählte Gruppen der städtischen Mittelschichten während der industriellen Revolution (1830–1870). In: Wissenschaftliche Zeitschrift der Wilhelm-Pieck-Universität Rostock. G-Reihe, Band 37, Nr. 3, 1988, S. 54–58.
- Historische Frauenforschung in Ostdeutschland. In: Konrad Jarausch, Matthias Middell (Hrsg.): Nach dem Erdbeben. (Re-)Konstruktion ostdeutscher Geschichte und Geschichtswissenschaft. Leipzig 1994, S. 177–194.
- Kinderarbeit im Leipziger Handel? Bildliche und schriftliche Quellen zwischen Schweigsamkeit und Mitteilsamkeit. In: SOWI. Heft 2, 1999, S. 114–122.
- Weibliche Teilhabe am Leipziger Handel des 16. und 17. Jahrhunderts. In: Mark Häberlein, Christof Jeggle (Hrsg.): Praktiken des Handels. Geschäfte und soziale Beziehungen europäischer Kaufleute in Mittelalter und früher Neuzeit. Konstanz 2010, S. 493–509.
- Leipzig im Schnittpunkt von via regia und via imperii. Über Bedeutung und Akteure des Messehandels. In: Via regia. 800 Jahre Bewegung und Begegnung. Katalog zur 3. Sächsischen Landesausstellung Görlitz 2011. Dresden 2011, S. 86–90.
- Politische Partizipation und Frauenwahlrecht bei Louise Otto-Peters. In: Hedwig Richter, Kerstin Wolff (Hrsg.): Frauenwahlrecht. Demokratisierung der Demokratie in Deutschland und Europa. Hamburger Edition, Hamburg 2018, S. 187–220.